# 공군영예배

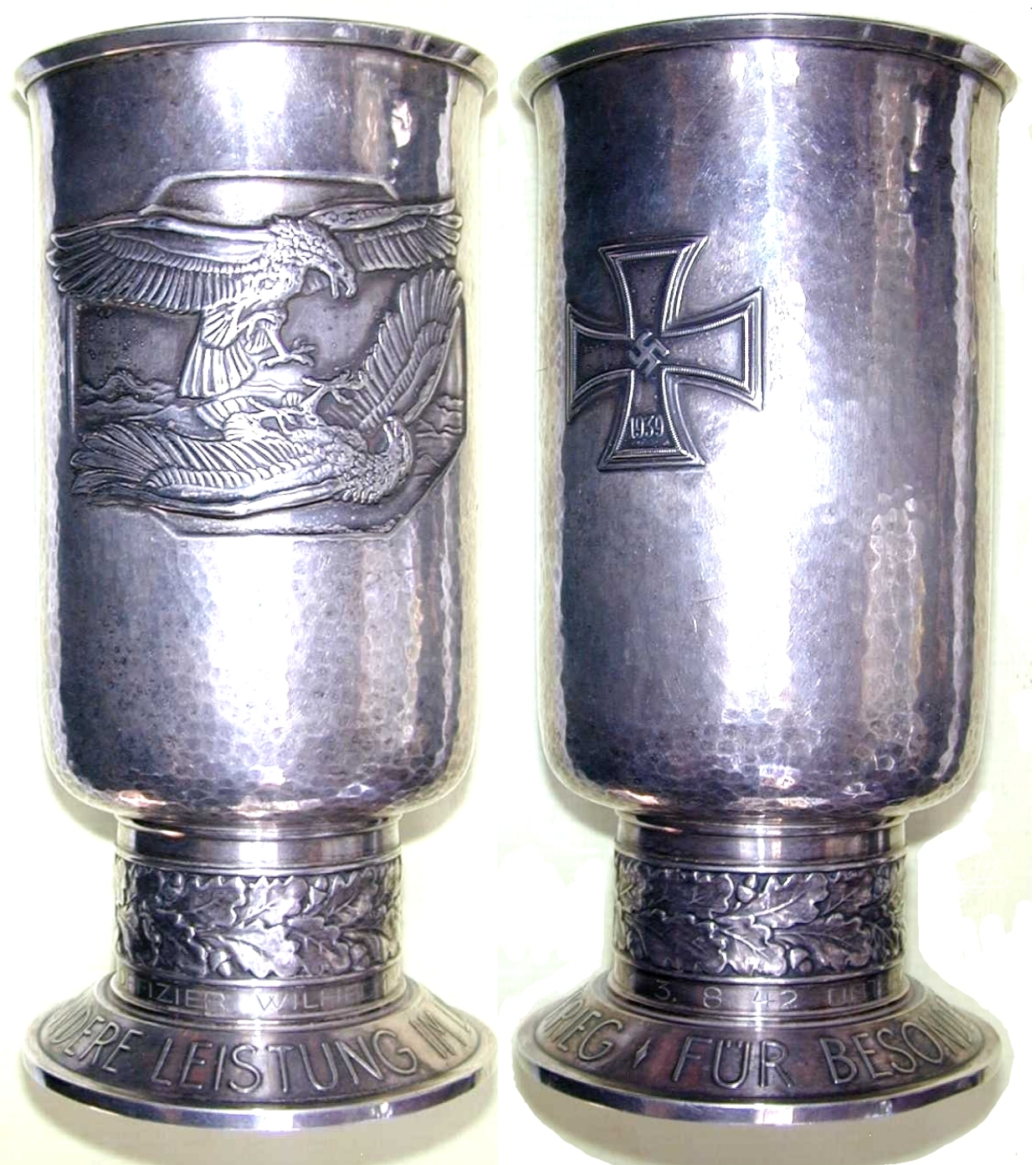

공군영예배(독일어: Ehrenpokal der Luftwaffe 에렌포칼 데어 루프트바페[*])는 1940년 2월 27일 헤르만 괴링이 신설한 독일 국방군 공군 상훈이다. 조종사, 승조원 등 비행기 탑승인원들 중 1급 철십자장 수훈자로서 추가적인 공적을 세웠으나 독일십자장이나 기사십자 철십자장을 수훈할 정도의 공적은 아니라고 여겨진 이들에게 수여되었다. 수상자는 공군 정기간행물 『독일공군영예인명록』에 이름이 실렸다. 이 지면상으로 수상 처리된 사람은 약 58,000 명이지만, 상배 실물을 받아본 사람은 13,000 명에서 15,000 명 사이 정도였다. 최초로 받은 사람은 요한 샬크로, 1940년 8월 21일 수상했다. 1944년 1월 폐지되고 공군영예감장으로 대체되었다.